# Burg Rudersberg
Die Burg Rudersberg ist eine abgegangene Burg 3500 Meter nordöstlich der Kurstadt Bad Schussenried und 1300 Meter südlich des Ortsteils Steinhausen im Landkreis Biberach in Baden-Württemberg.
Die Burg wurde vermutlich von den Herren von Steinhausen im 12. Jahrhundert erbaut, um 1200 erwähnt und vor der Mitte des 14. Jahrhunderts zerstört. 
Von der ehemaligen Burganlage ist nichts erhalten.